# Poder femenino (eslogan)
El poder femenino (en inglés: Girl power) es un eslogan que alienta y celebra el empoderamiento de las mujeres, su independencia, confianza y fortaleza. La invención del eslogan se atribuye a la banda de punk estadounidense Bikini Kill, que publicó un zine llamado Girl Power en 1991.

## Primeros usos y orígenes

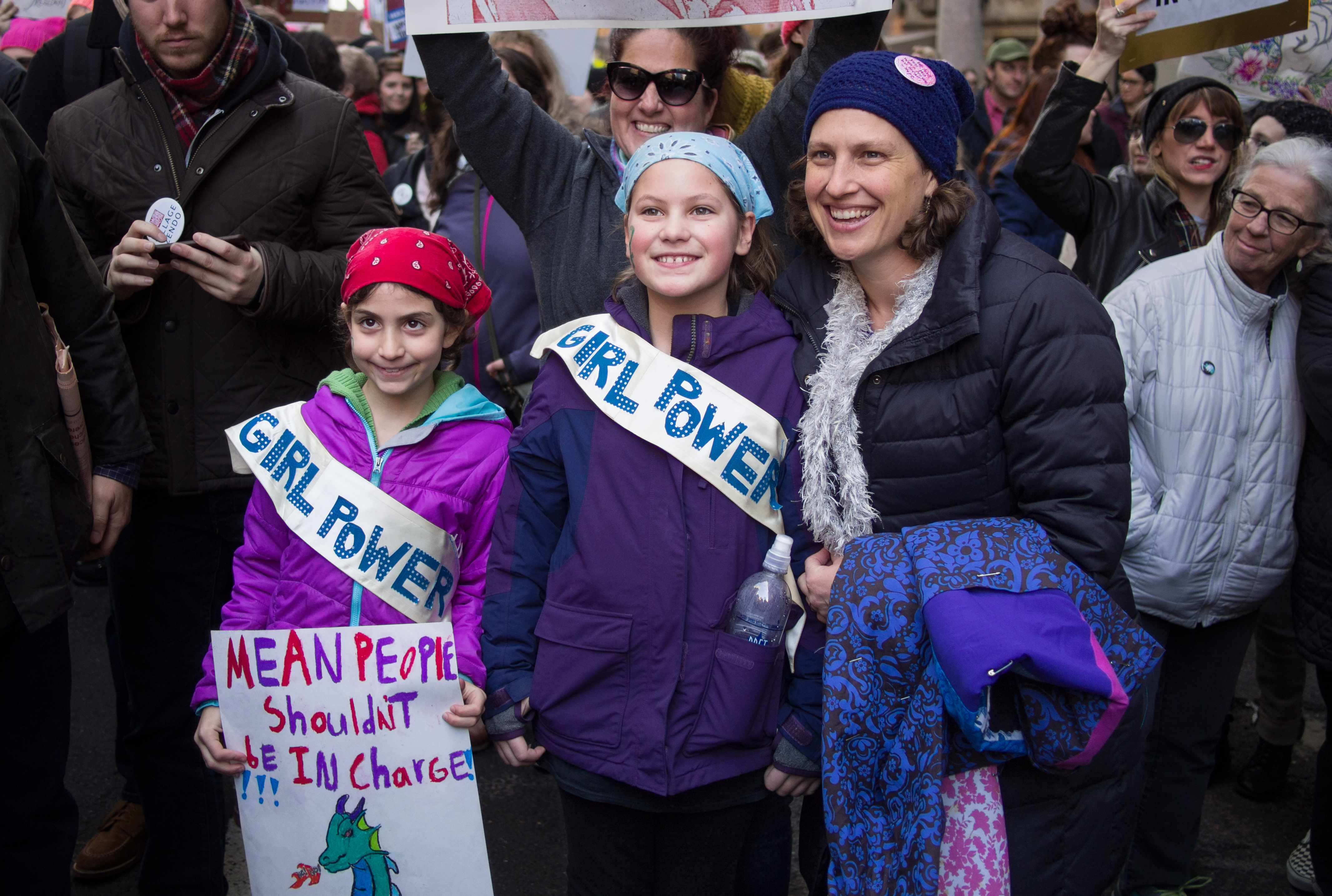
Chicas con bandas que dicen "Girl power" en la Marcha de las Mujeres de 2017 en la ciudad de Nueva York

En 1991, la banda estadounidense de punk Bikini Kill publicó un zine feminista llamado Girl Power. La cantante principal de la banda, Kathleen Hanna, dijo que se inspiró en el eslogan de Black Power. El término se hizo popular en la cultura punk de principios y mediados de los 90. La Enciclopedia Rolling Stone del Rock & Roll le da crédito a la revista por haber acuñado el eslogan: "En su fanzine feminista Bikini Kill articularon una agenda para mujeres jóvenes dentro y fuera de la música; la banda puso en práctica esas ideas. (Irónicamente, el zine acuñó por primera vez el eslogan del "poder femenino", que luego fue elegido por la banda de bubblegum pop de Inglaterra, las Spice Girls). Bikini Kill se ganó una reputación en el punk underground por enfrentar ciertos estándares de ese género; por ejemplo, pedirle a la gente que golpee al costado del escenario, para que las mujeres no salgan del frente e invitar a las mujeres a tomar el micrófono y hablar sobre el abuso sexual ".
La frase a veces se deletrea sensacionalmente poder grrrl, basado en la ortografía de riot grrrl.
Algunos otros artistas musicales que han usado el eslogan en su música son la banda galesa Helen Love, que aparece en el coro de su canción de 1992 «Fórmula Uno Racing Girls» y el dúo de pop-punk Shampoo, quien lanzó un álbum y single titulado Girl Power en 1995.

## Spice Girls y atribución
El quinteto de pop británico Spice Girls popularizó el eslogan a mediados de la década de 1990. En su libro  Girl Heroes: The New Force in Popular Culture, de 2002, la profesora Susan Hopkins sugiere una correlación entre el poder femenino, las Spice Girls y las heroínas femeninas de acción a fines del siglo XX. Geri Halliwell, miembro de Spice Girls, reconoció a la ex primera ministra Margaret Thatcher, una líder conservadora, como la pionera de su ideología del poder femenino.
El eslogan también se ha examinado en el contexto del campo académico, por ejemplo, los estudios sobre Buffy. La teórica de los medios Kathleen Rowe Karlyn en su artículo "Grito, cultura popular y la tercera ola del feminismo: No soy mi madre" e Irene Karras en "La chica final de la tercera ola: Buffy the Vampire Slayer" sugieren un vínculo con el feminismo de la tercera ola. Frances Early y Kathleen Kennedy en la introducción de Athena’s Daughters: Television's New Women Warriors, discuten lo que describen como un vínculo entre el poder de las chicas y una "nueva" imagen de mujeres guerreras en la cultura popular.

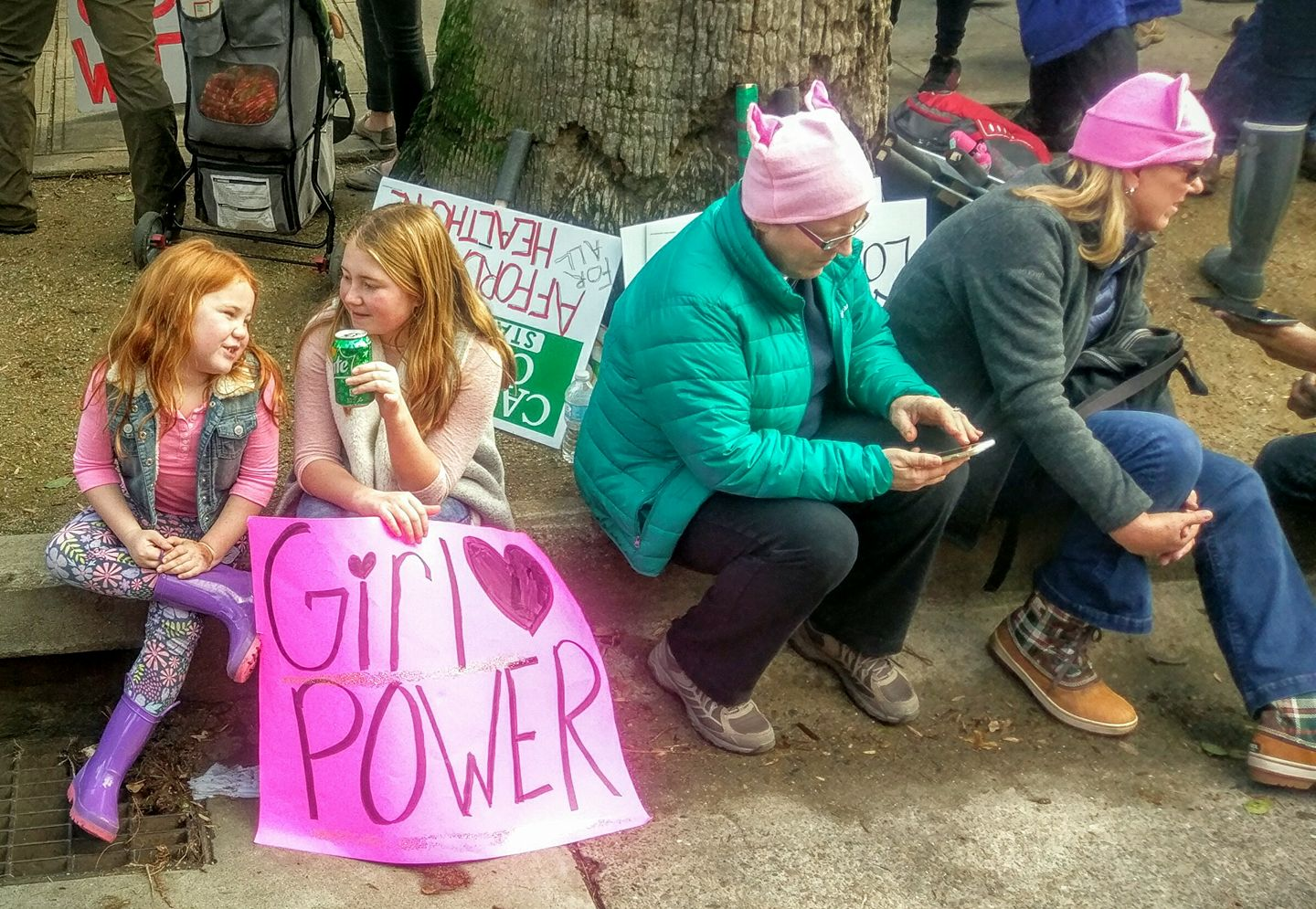
Lema de Girl Power en exhibición en una marcha de mujeres en Sacramento, California

### Críticas
La Dra. Debbie Ging, Presidenta de la Licenciatura en Estudios de Comunicaciones en la Universidad de Dublín, criticó los ideales del "poder femenino" y la relacionó con la sexualización de los niños más pequeños, especialmente las niñas. Amy McClure, de la Universidad Estatal de Carolina del Norte, advierte sobre no poner demasiada esperanza en el poder femenino como un concepto de empoderamiento. Ella dice: “Una ideología basada en el consumismo nunca puede ser un movimiento social revolucionario. El hecho de que parezca ser un movimiento revolucionario es una mentira peligrosa que no solo los vendedores nos venden, sino que a menudo nos vendemos con gusto a nosotros mismos ". Los medios a veces pueden presentar una definición estrecha de lo que significa ser una niña hoy en día. Un ejemplo común son los juguetes populares como la Barbie de Mattel. La reciente "Puedo ser" Barbie encarna este concepto de "poder femenino": las niñas pequeñas pueden ser lo que quieran cuando crezcan. Podría decirse que la imagen de Barbie también puede presentar opciones limitadas con las que las niñas pueden identificarse. Hannah Jane Parkinson, de The Guardian, criticó el término porque "las mujeres jóvenes [que] se sienten más seguras de llamarse feministas y de defender los principios de igualdad" se esconden detrás y lo denunciaron por incluir la palabra "niña", afirmando que promovía el Llamar a las mujeres adultas como niñas.